# マリー・マン

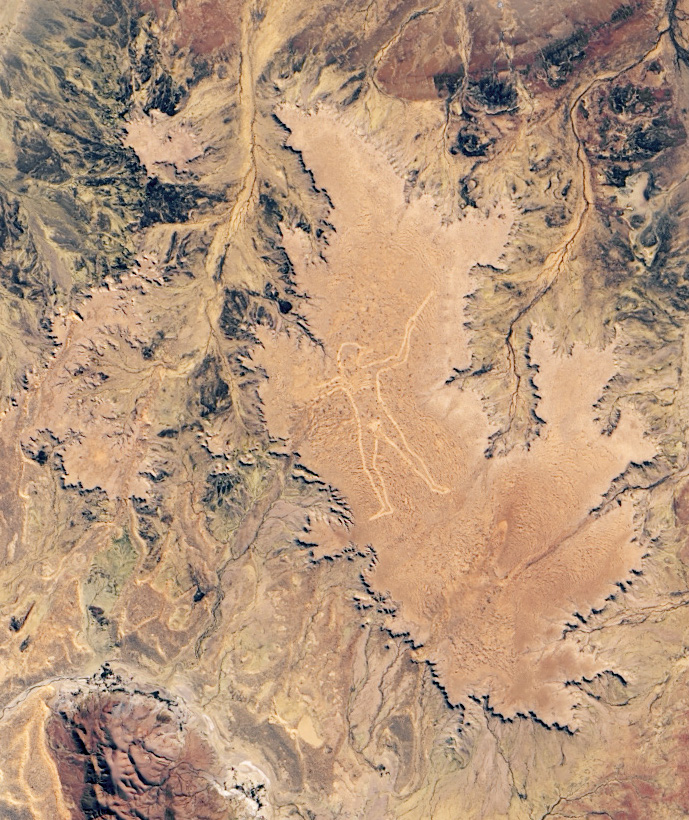
1998年6月28日に撮られた中央オーストラリアのマリー・マンのランドサットセマティックマッパーによる画像

マリー・マン（Marree Man）もしくはスチュアートの巨人（Stuart's Giant）は1998年6月26日に上空から発見された現代的な地上絵。ブーメランや棒で狩りをするオーストラリアの先住民を描いているように見える。南オーストラリア中央にあるマリーの西方60kmにあるFinnis Springsの高原にある。これはちょうど127,000平方キロメートル (49,000 sq mi)のWoomera Prohibited Areaの外にある。からだの高さは4.2 km (2.6 mi)、周囲の長さは28キロメートル (17 mi)である。世界で2番目に大きい地上絵（おそらくはサジャマ・ラインに次ぐ）だが、その起源は拡張的な作業のいずれの部分に1人も参考人がおらず、謎のままである。「スチュアートの巨人」という名前は多くの人が作ったと信じている冒険家John McDouall Stuartに由来し、匿名でメディアに送られたファックスでつけられた。
この発見の直後、7月下旬に先住権の原告により行われた法的措置に続き南オーストラリア州政府によりその場所は閉鎖されたが、2010年現在、先住権が連邦政府の司法管轄にあるため、その場所の上空でのフライトは引き続き許可されている。

## 作品

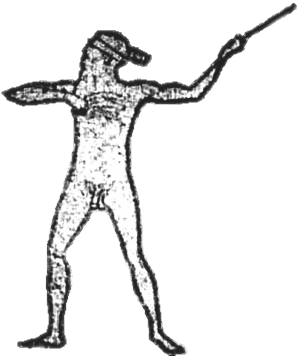
輪郭

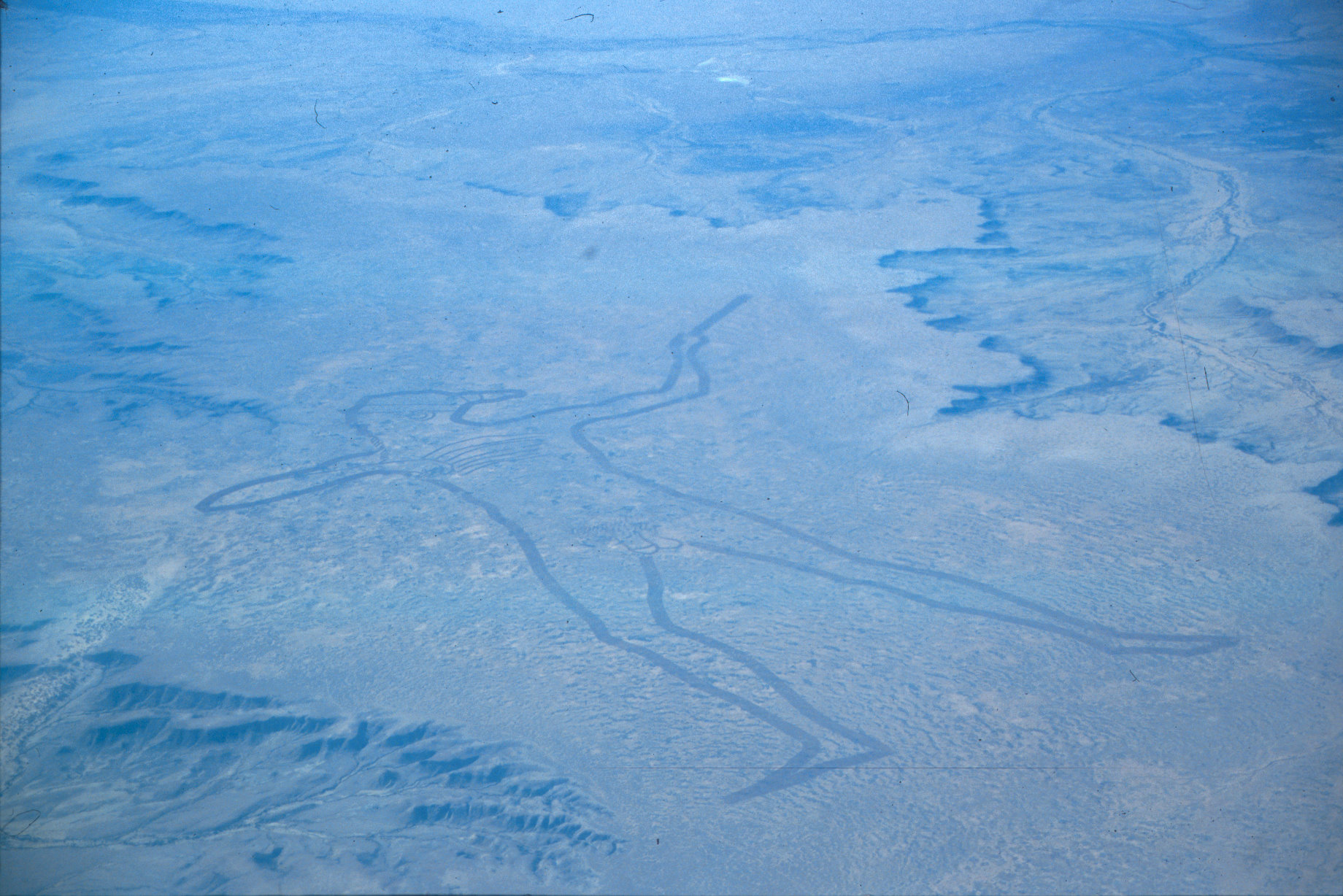
マリー・マンの航空写真（1998年）

地上絵マリー・マンはウーメラ（鳥の小さな群れを散らすためにかつて使われていた投げ棒）やブーメラン（下のPlaqueの項参照）のいずれかを持つ人物を描いている。
地上絵の線は発見時に深さ20–30cmで幅が35mであった。徐々に自然の過程で風化されたが、気候が非常に乾燥し不毛な地域なので、2013年現在でも見ることができる。赤色土の少し下に白いチョーク材料の層があるが、地上絵はこの深さまでは達していなかった。
2016年8月、GPSの助けを借りて地上絵の輪郭をはっきりする作業が行われた。その結果、元のものと一致する上空からはっきりと見える輪郭が得られた。

## 発見
マリーと南オーストラリア州の北部遠方にあるクーバーペディの間を飛んでいたチャーター機のパイロット、トレック・スミスが1998年6月26日に上空から発見した。地上絵の発見は、その大きさとどのようにそこに現れたのかという謎のためにオーストラリアの人々を魅了した。
マリーより北西200 km (120 mi) に位置するウィリアム・クリークホテルのシェーン・アンダーソンは、ホテルがその作品の場所を説明した匿名のファックスを受け取ったと主張している。

### 銘板
1999年1月、絵の鼻の5m南に埋まっていた銘板について報告があった。板は長さ3cm、幅2cmのオリンピックリングの刻印をしたアメリカ国旗であり、次のように書かれていた。
彼らがかつて知っていた土地に敬意を表して。これらの追求における彼の達成したことは並外れている。驚きと称賛の絶え間ない源泉である。
埋まっていた銘板で引用されているのは、H. H. Finlaysonの1946年の本The Red Centreからであり、同じ章には投げ棒を用いたワラビーの狩りの記述、ロインクロスの狩りの写真、マリー・マンで見られるその他の詳細がある。この本はPitjantjatjara種族の狩人を扱った本である。

## 提案されている作成者
2002年に亡くなり、アリススプリングスに住んでいたノーザンテリトリーのアーティスト、Bardius Goldbergが作成者として提案されている。宇宙から見える作品を作ることに興味があることが知られていたGoldbergは質問された際にその絵を作ったことを確証したり拒否したりすることはしなかった。親しい友人はマリー・マン発見時にGoldbergに1万オーストラリアドルを渡したと語った。

## 反応
絵の発見に対する国民とメディアの反応の多くはポジティブなものだった。州の唯一の日刊紙である The Advertise は、輪郭を白いチョーク層まで掘ることで地上絵を恒久的なものにするよう求めた。
発見した時、この地域は「伝統的な所有者」を決定するための国家先住権裁判所(National Native Title Tribunal)を通した連邦裁判所の法闘争の一部であった。この地域は数年前から論争していたアラブナ(Arabunna)人とディエリ・ミタ(Dieri Mitha)人の両方が所有を主張していた。ディエリ・ミタは夢幻時の害と搾取を公に訴え、そのイメージを消去し芸術家は起訴されることを求めた。先住権主張者として、ディエリ・ミタはその場所を訪れるチャーター便や車両を止める法的措置を講じ、発見直後にこの地域を一般人に対し閉鎖するよう州政府に促した。アラブナはこの問題に対して事務弁護士を通して、この地域は考古学的関心のポイントをカバーしており、芸術家は起訴される可能性があると述べている。2012年5月、連邦裁判所は先住権をアラブナ人に授けた。
この作品は元環境大臣ドロシー・コッツによる環境破壊行為や南オーストラリア州アボリジニ事務の長官David Ruthmanの落書きと言われた。

## 絵の信頼性
初めに棒かブーメランのどちらを持っているかという疑問があったが、これらの問題は続く銘板の発見と銘板の引用の元で解決され、おそらく絵の元となった似た裸の狩人の写真の可能性が高いとなったようである。物を持っていない手はアボリジニの技法では正しい姿勢をとっており、胸にはイニシエーションの傷が完全にある。